# Allegro en fa majeur, KV 1c (Mozart)
| Allegro en fa majeur |

L'Allegro pour clavier en fa majeur, KV 1c, est une brève pièce, composée par Wolfgang Amadeus Mozart à Salzbourg le 11 décembre 1761, quand il avait seulement cinq ans. Ce morceau de musique est la troisième composition de Mozart, et il se trouve dans le Nannerl Notenbuch, un petit cahier que Leopold Mozart, le père de Wolfgang, employait pour enseigner la musique à ses enfants. La pièce a été mise par écrit par Leopold, car le petit Wolfgang était trop jeune pour savoir écrire la musique.   

## Description
C'est une pièce très courte, comprenant seulement treize mesures, écrite dans la tonalité de fa majeur et jouée à 
. Elle est habituellement interprétée au clavecin, mais elle-peut être jouée sur d'autres instruments à clavier.

## Analyse
Comme l'indique le tempo, c'est une pièce rapide et vive. Elle est écrite en forme binaire, avec des signes de répétition à la fin de chaque section. La musique est simple et classique dans son style.  
Au début du manuscrit se trouve la date de composition, écrite de la main de Leopold Mozart : « Sgr : Wolfgango Mozart 11ten Decembris 1761 ».
Troisième composition de Mozart :